# 阿呆 (電影)
《阿呆》是一部1992年台灣黑幫電影，由蔡揚名執導，蔡岳勳、葉全真、余天、叢珊及陳松勇主演。

## 劇情簡介
貧困眷村出身的阿呆 在冷漠與磨擦的親情中成長，為擺脫不幸的家庭而加入黑道。某日，在朋友的推薦下前往台北打拚，成為林董的司機兼貼身保鏢，居住在林董家裏待命。某日，林董因為警察組長的勒索而有所不滿，乃派遣阿呆前往狙殺，將此事嫁禍給蔡董。
不久之後，警察大規模舉行掃黑行動，帶隊前往三溫暖將蔡董逮捕，但林董早就收到風聲，攜情婦出國避風頭，所有幫會事務交由老闆娘代為管理。但是，阿呆與老闆娘在朝夕相處之下，反而日久生情，並於一次喝醉後發生關係，結果懷孕了....

## 人物角色
| 角色名稱       | 演員   | 備註                 |
| -------------- | ------ | -------------------- |
|                | 蔡岳勳 | 黑道份子，林董的小弟 |
| 阿妹           | 葉全真 | 的朋友               |
| 林董           | 余天   | 黑道份子，的大哥     |
| 老闆娘（莎莉） | 叢珊   | 林董的妻子           |
| 蔡董           | 陳松勇 | 黑道份子             |
|                | 陸一嬋 | 老闆娘的朋友         |
| 阿程           | 蔡政良 | 柳總的手下，的朋友   |
| 柳總           | 慕思成 | 林董的公司幹部       |
| 小靜           | 劉婉琳 | 林董的女兒           |
|                | 方芳   | 精神病患，的母親     |
|                | 午馬   | 退役榮民，的父親     |
| 未具名         | 李滔   | 西藥房老闆           |
| 未具名         | 邱于庭 | 西藥房老闆娘         |
| 未具名         | 張盈真 | 警察組長妻子         |
| 克明           | 劉承栗 | 警察組長             |

## 外部連結
- 開眼電影網上《阿呆》的資料（繁體中文）
- 香港影庫上《阿呆》的資料（繁體中文）
- 时光网上《阿呆》的資料（简体中文）
- 豆瓣电影上《阿呆》的資料 （简体中文）
- 互联网电影数据库（IMDb）上《阿呆》的资料（英文）
- 阿呆（Joe-Goody），〈台灣電影資料庫〉